# Seleniko
Seleniko es el cuarto álbum del grupo de folk finlandés Värttinä y el segundo después de que su reagrupación en 1990, lanzado en Finlandia por Spirit y  Polygram Finland en 1992. Inmediatamente llegó a la cima de las listas de radio de World Music en Europa, y permaneció allí durante 3 meses. En 1993, fue lanzado por Music & Words en Benelux y Xenophile Records en Estados Unidos. NorthSide relanzó el álbum en 1998 en los Estados Unidos.
La canción "Matalii ja mustii" apareció en el episodio "Binky Rules / Meet Binky" del programa infantil Arthur.

## Lista de canciones
| N.º | Título                    | Duración |  |
| 1.  | «Seelinnikoi»             | 3:40     |  |
| 2.  | «Lemmennosto»             | 2:53     |  |
| 3.  | «Kylä vuotti uutta kuuta» | 5:08     |  |
| 4.  | «Sulhassii»               | 2:55     |  |
| 5.  | «Matalii ja mustii»       | 2:57     |  |
| 6.  | «Hoptsoi»                 | 3:21     |  |
| 7.  | «Suuret ja soriat»        | 3:42     |  |
| 8.  | «Leppiäinen»              | 2:45     |  |
| 9.  | «Pihi neito»              | 2:41     |  |
| 10. | «Mika miulla mielessa»    | 3:38     |  |
| 11. | «Kiirama»                 | 3:36     |  |
| 12. | «Hyvä tyttönä hypätä»     | 3:45     |  |
| 13. | «Fanfaari»                | 2:16     |  |
| 14. | «Paukkuvat pasuunat»      | 4:02     |  |

## Formación

### Värttinä
- Mari Kaasinen - voz
- Sari Kaasinen - voz
- Kirsi Kähkönen - voz
- Sirpa Reiman - voz
- Reijo Heiskanen - guitarra, buzuki (pista 7), percusión (1,3)
- Janne Lappalainen - buzuki, saxofón soprano, saxofón tenor, kaval, flauta irlandesa.
- Tom Nyman - contrabajo, teclado (3, 14), domra
- Riitta Potinoja - acordeón, teclado (11)
- Kari Reiman - fiddle, kantele, banjo tenor

### Músicos invitados
- Janne Haavisto - percusión (8)
- Anu Laakkonen - trompeta
- Tom Nekljudow - percusión

## Sencillos

### Kylä Vuotti Uutta Kuuta, Seelinnikoi
Un sencillo que contiene "Kylä Vuotti Uutta Kuuta" y "Seelinnikoi" de este álbum fue lanzado en 1992 en Finlandia por Polygram.

### Pihi Neito, Matalii ja Mustii
En 1993, fue lanzado por PolyGram en Finlandia un segundo single de este álbum, que contiene "Pihi Neito" y "Matalii ja Mustii".